# Корхонен, Эркки
Э́ркки Ко́рхонен (фин. Erkki Korhonen; род. 10 сентября 1956, Хямеэнлинна, Финляндия) — финский пианист и дирижёр, экс-директор Финской национальной оперы (2001—2007), награждённый высшей наградой страны для деятелей искусства — медалью «Pro Finlandia» (2015).

## Биография
В 1983 году окончил по отделению фортепиано Академию имени Сибелиуса в Хельсинки и продолжил специализацию по фортепиано, аккомпанементу и дирижированию у Дьёрди Шебёка, Дмитрия Башкирова, Тамаша Вашари и Хартмута Хёлля, а в области работы с оперными коллективами — у Макса Эпштейна, Убальдо Гардини (Ubaldo Gardini), Альберто Дзедда, Марка Белфорта (Marc Belfort), Тамаша Блума и Ральфа Вайкерта в Цюрихской опере.
В период преподавания с 1989 по 1997 годы в Академии Сибелиуса, сотрудничал со многими музыкальными учебными заведениями Финляндии, консультировал сотрудников Финской национальной оперы, организаторов оперного фестиваля в Савонлинне и Цюрихской оперы, а в последние годы — Lyric Opera Studio of Weimar. В 1997 году был избран директором интернационально студии Цюрихской оперы, а в 2001 году — генеральным директором Финской национальной оперы, в должности которого трудился до 2007 года.
В качестве солиста совершил ряд гастрольных туров по Европе и Северной Америке, сделав несколько записей для радио и телевидения. Его труды были отмечены Медалью Сибелиуса (Общество Сибелиуса) и медалями от городов Хямеэнлинна и Хельсинки.
В качестве художественного консультанта и члена правления состоит в Международном конкурсе вокалистов имени Мирьям Хелин, являясь также членом жюри Competizione dell’ Opera — оперного фестиваля в Дрездене для исполнителей, специализирующихся в итальянской опере; Международного конкурса музыкантов имени королевы Сони, Конкурса певцов в Лаппеэнранте, Конкурса певцов в Марселе и Конкурса певцов имени Эрнста Хефлигера.

## Награды
- 2015 — медаль Pro Finlandia.